# Народна газета

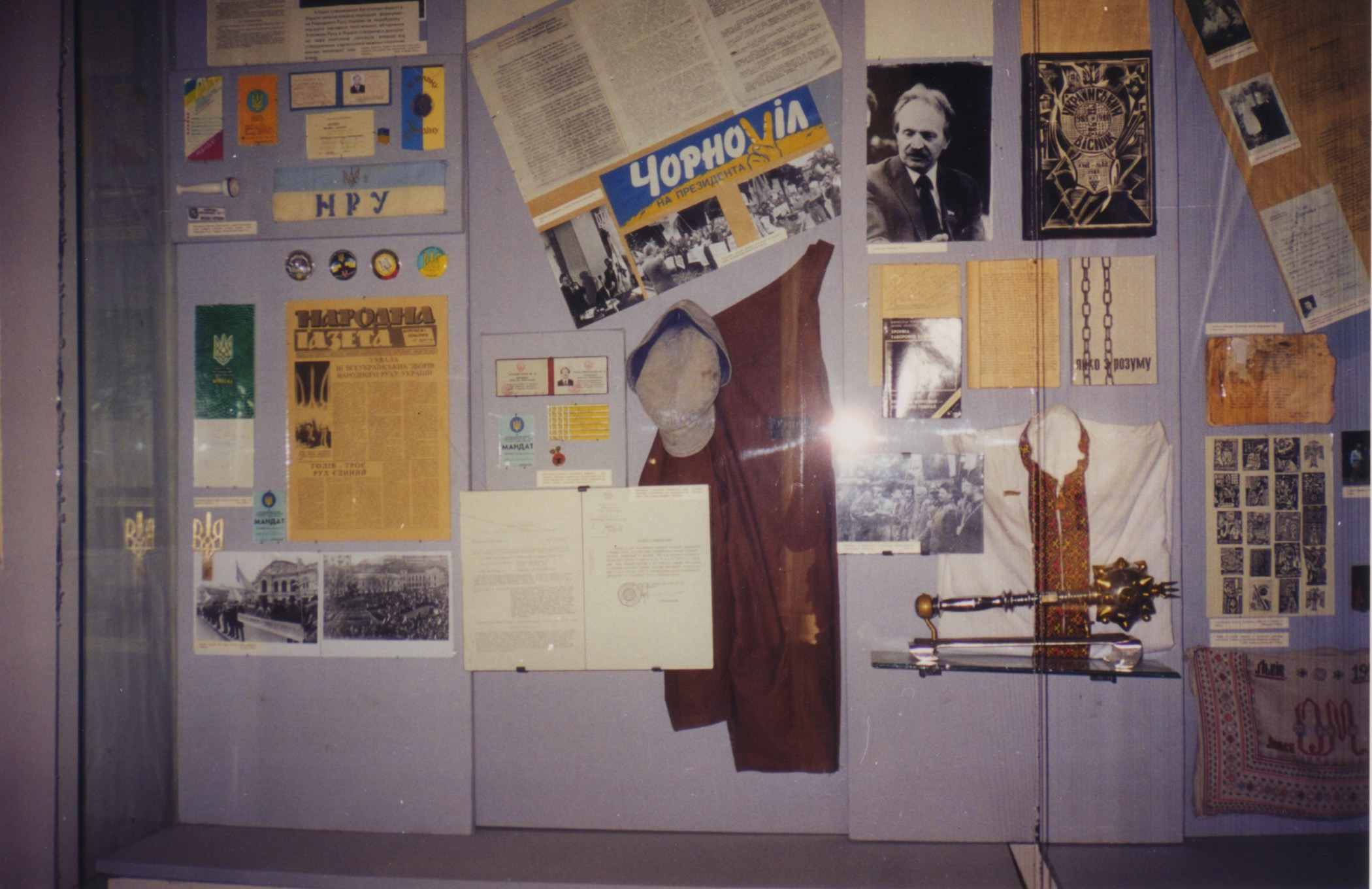
«Народна газета» на «рухівській» частині експозиції Національного музею історії України.

«Народна газета» — загальноукраїнський суспільно-політичний тижневик, виходив з лютого 1990 р. до липня 2009 р. Перше офіційно зареєстроване в УРСР опозиційне видання. Постанову про створення «НГ» — органу Народного руху України за перебудову — було ухвалено 10 вересня 1989 року на I Всеукраїнських зборах НРУ, її головним редактором затверджено письменника-шістдесятника Анатолія Шевченка. Тривалий час «НГ» друкувалася в Житомирі, Луцьку та Чорткові Тернопільської обл. Відмову укладати з редакцією угоди про друк представники столичних друкарень, тоді підпорядкованих компартійним органам, пояснювали «відсутністю вільних потужностей» — на те щодо рухівської газети існувала відповідна вказівка ЦК КПУ. Тільки після ліквідації московського путчу й усамостійнення України стало можливим організовувати друкування часопису в Києві й вихід тижневика став стабільним, а тираж сягнув понад ста тис. прим. Тоді ж газета включилась у кампанію з виборів першого президента України на користь кандидата НРУ В'ячеслава Чорновола. 1992 року «НГ» перереєструвалась як незалежне видання, пропагуючи ідею єдності національно-демократичних сил.
Чільні кореспонденти, оглядачі, ведучі ключових рубрик «НГ»: Володимир Білкей, Юрій Гуреїв, Віктор Грабовський, Сергій Гречанюк, Анатолій Зубков, Володимир Ковтун, Вільям Лігостов, Олександр Лук'яненко, Олексій Редченко, Олег Скидан, Михайло Слабошпицький, Дмитро Тузов, Віктор Тютюн, Юрій Цеков, Ірина Ящембська.
Головними редакторами часопису працювали А. Шевченко (1990—1991; 1992—2007), О. Скидан (1991–92), Валентина Малюк (2008–09).
Нині функціонує Колективне творче підприємство "Редакція газети «Народна газета», що спеціалізується головно на випуску медичної літератури та друкує неперіодичні спецвипуски «НГ». Зокрема, у співпраці з Євгеном Товстухою тривалий час виходили двотижневик «Зелена планета плюс» та серія брошур "Бібліотечка «Зеленої планети».